# پترلا تیفرنینا
پترلا تیفرنینا (به ایتالیایی: Petrella Tifernina) یک کومونه در ایتالیا است که در استان کامپوباسو واقع شده‌است. پترلا تیفرنینا ۲۶٫۵۲ کیلومتر مربع مساحت و ۱٬۲۸۰ نفر جمعیت دارد.